# Збірна Намібії з футболу
Збірна Намібії з футболу — представляє Намібію на міжнародних турнірах і матчах з футболу. Виступає під егідою ФІФА з 1990 року, з моменту утворення контролюючої організації збірної — Федерації футболу Намібії. Є середняком КАФ, вперше взяла участь у відбіркових іграх до Чемпіонату світу в 1990 році, до цього моменту в фінальну стадію турніру не відбиралася.

## Історія
Свій перший в історії матч збірна Намібії під назвою Південно-Західна Африка зіграла 16 травня 1989 року вдома проти своїх сусідів зі збірної Анголи і поступилася їм з рахунком 0:1. 23 березня 1990 року, лише через два дні після здобуття незалежності від Південної Африки, вони зустрілися з іншими сусідами, збірною Зімбабве, і поступилися з рахунком 1:5. 7 червня Намібія вдома поступилася збірній Маврикію з рахунком 1:2. Свій перший в історії виїзний поєдинок Намібія зіграла проти збірної Лесото, 1 серпня 1992 року вони поступилися Лесото з рахунком 0:2, а вже наступного дня розписали першу нічию (2:2) в своїй історії з цим же суперником. 17 травня 1998 року Намібія зіграла свій перший матч за межами Африки і з неафриканським суперником, це був матч проти збірної Саудівської Аравії у Франції, який завершився поразкою намібійців з рахунком 1:2.
Збірна Намібії з футболу двічі брала участь у фінальному турнірі Кубку Африканських націй (1998 і 2008 роки), обидва рази з групи не виходила. В 1998 році Намібія поступилася Кот д'Івуару з рахунком 3:4 та ПАР з рахунком 1:4, але зіграла внічию з рахунком 3:3 з Анголою. В 2008 році Намібія поступилася спочатку Марокко з рахунком 1:5, а потім Гані з рахунком 0:1, але зіграли в нічию з рахунком 1:1 в останньому матчі проти Гвінеї.
Найбільшу кількість матчів у футболці національної збірної провів півзахисник клубу «Брейв Варріорз» Йоханнес Хінджу, а найбільшу кількість м'ячів у ворота суперників забив Рудольф Бестер (13 голів).

## Досягнення
- Кубок КОСАФА
  -  Володар (1): 2015
  -  Фіналіст (2): 1997, 1999

## Чемпіонат світу
- 1930–1990 — не брала участі
- 1994–2022 — не пройшла кваліфікацію

## Кубок Африки
- 1957–1994 — не брала участі
- 1996 — не пройшла кваліфікацію
- 1998 — груповий турнір
- 1998 — не пройшла кваліфікацію
- 2000–2006 — не пройшла кваліфікацію
- 2008 — груповий турнір
- 2010–2017 — не пройшла кваліфікацію
- 2019 — груповий турнір
- 2021 — не пройшла кваліфікацію
- 2023 — 1/8 фіналу
- 2025 — не пройшла кваліфікацію

## Тренери
- Лутц Фаненштиль (2009—2010)
- Рогер Пальмгрен (2013)
- Рікардо Маннетті (2013—2015)
- Філлемон Каналело (2015)
- Рікардо Маннетті (2015—2019)
- Боббі Самарія (2019–2021)
- Коллін Бенджамін (2022—)